# Kích thước quần thể

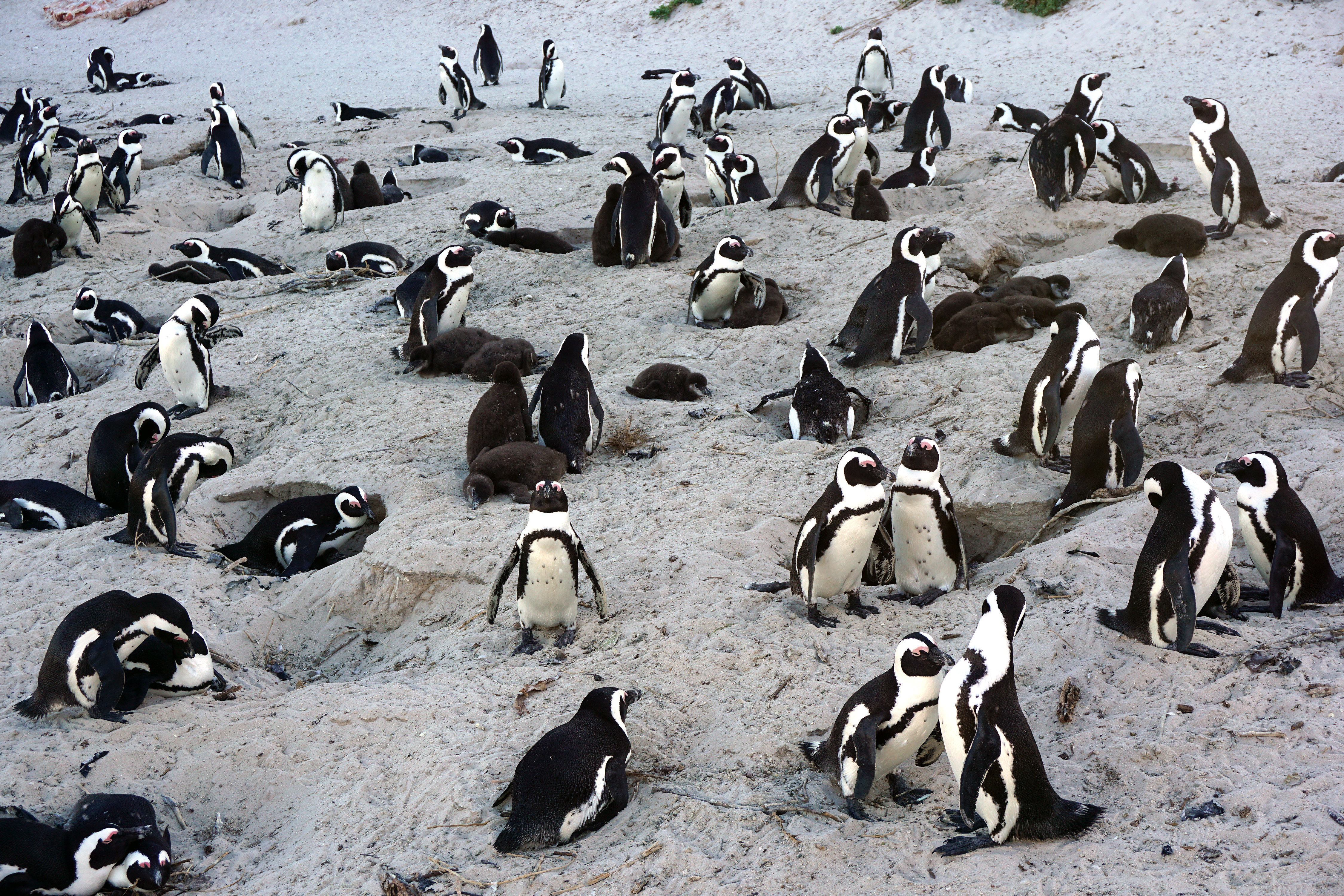
Tổng số chim cánh cụt ở một khu vực là kích thước của quần thể này.

Kích thước quần thể là tổng số các cá thể cùng loài hiện có trong một quần thể. Ví dụ:
- Số lượng báo hoa mai ở rừng Cúc Phương là 25 cá thể. Trong ví dụ này, kích thước quần thể là số cá thể con vật thống kê được ở một vùng xác định (gọi là quần thể địa phương) vào một thời điểm nhất định.
- Kích thước quần thể người đến khoảng giữa năm 2019 là 7,713,468,974.[5] Trong ví dụ này, kích thước quần thể người được tính theo quy mô toàn thế giới (quần thể toàn cầu) và thường được gọi là tổng dân số.

Trong tiếng Anh, khái niệm này là population size.

## Nội hàm sinh thái học
- Trong sinh thái học, tuỳ trường hợp nghiên cứu mà kích thước quần thể dùng để chỉ ba nội dung khác nhau:[1][2][6]
  - (1) Tổng số cá thể của quần thể xét đến. Ví dụ: một đàn voi rừng có 25 con (cá thể).
  - (2) Tổng khối lượng (sinh khối) của quần thể xét đến. Ví dụ: một vườn rau cải cung cấp 350 kg.
  - (3) Tổng năng lượng mà quần thể đó đã tích lũy được. Ví dụ: một ruộng lúa chứa 2,1 triệu Kcal quang năng đã hấp thụ.
- Do đó, trong sinh thái học mà nói đến "kích thước quần thể", thì khái niệm này bao hàm cả ba nội dung trên. Tuy nhiên, thường thì khái niệm này dùng để chỉ số lượng cá thể của quần thể (nội dung 1). Về mặt này, thì mỗi quần thể của một loài thường có kích thước đặc trưng. Ví dụ: Gà rừng thường gồm khoảng 200 con / quần thể, còn ở Tam Đảo thì mỗi quần thể hoa Đỗ quyên có khoảng 150 cây.[6] Nói chung, loài có cơ thể càng nhỏ thì quần thể có số lượng cá thể càng lớn và ngược lại (như một đàn kiến thường gồm rất nhiều cá thể, còn một đàn voi thường chỉ một vài chục cá thể).

Trong thế giới tự nhiên, kích thước quần thể bị ảnh hưởng rất nhiều do tác động của các nhân tố sinh thái dẫn đến các biến đổi không chỉ về số lượng cá thể, mà còn về mặt di truyền học.

## Tính kích thước quần thể
- Trong các nghiên cứu về quần thể, kích thước quần thể thường được tính là tổng số cá thể trong một quần thể, được ký hiệu là N. Trị số của N tuy đặc trưng cho mỗi loài, nhưng không phải là một hằng số, mà có thay đổi do biến đổi của sinh cảnh, do trôi dạt di truyền, v.v và nhất là hiện tượng thắt cổ chai quần thể làm giảm đa dạng di truyền trong quần thể, từ đó gây ra nhiều biến đổi cấu trúc di truyền của loài. Ở trường hợp quần thể động vật không chịu tác động đáng kể của các nhân tố sinh thái, thì kích thước quần thể được tính là:

N = (B + I) - (D + E).
- Trong phương trình trên: N (number) = số cá thể; B (births) = số cá thể được sinh; I (immigrants) = số cá thể nhập cư vào quần thể đó; D (deaths) = số cá thể bị chết; E (emigrants) = số cá thể di cư khỏi quần thể đang xét. Khi số cá thể của quần thể ở thời điểm 0 ban đầu (N0) bằng hoặc gần bằng số cá thể của quần thể ở thời điểm t đang xét (Nt) thì quần thể là cân bằng (về số lượng cá thể).[7]
- Từ phương trình trên, có thể suy ra: Nếu nhập cư và di cư không xảy ra hoặc không có ảnh hưởng đáng kể thì N = B - D.

-   Khi đó, nếu B = D (số sinh bằng số chết) thì N0 / Nt = 1, thì trạng thái ổn định hay cân bằng xảy ra, kích thước quần thể không thay đổi.
-   Nếu N = 0 thì quần thể tuyệt chủng.
-   Nếu N = 1 thì quần thể sinh vật sinh sản hữu tính chỉ còn một cá thể duy nhất, sống không có bạn tình.
-   Nếu B > D (sinh ra nhiều chết đi), thì kích thước tăng.
-   Nếu B < D (sinh ít hơn tử vong) thì kích thước đang giảm.

## Trôi dạt di truyền

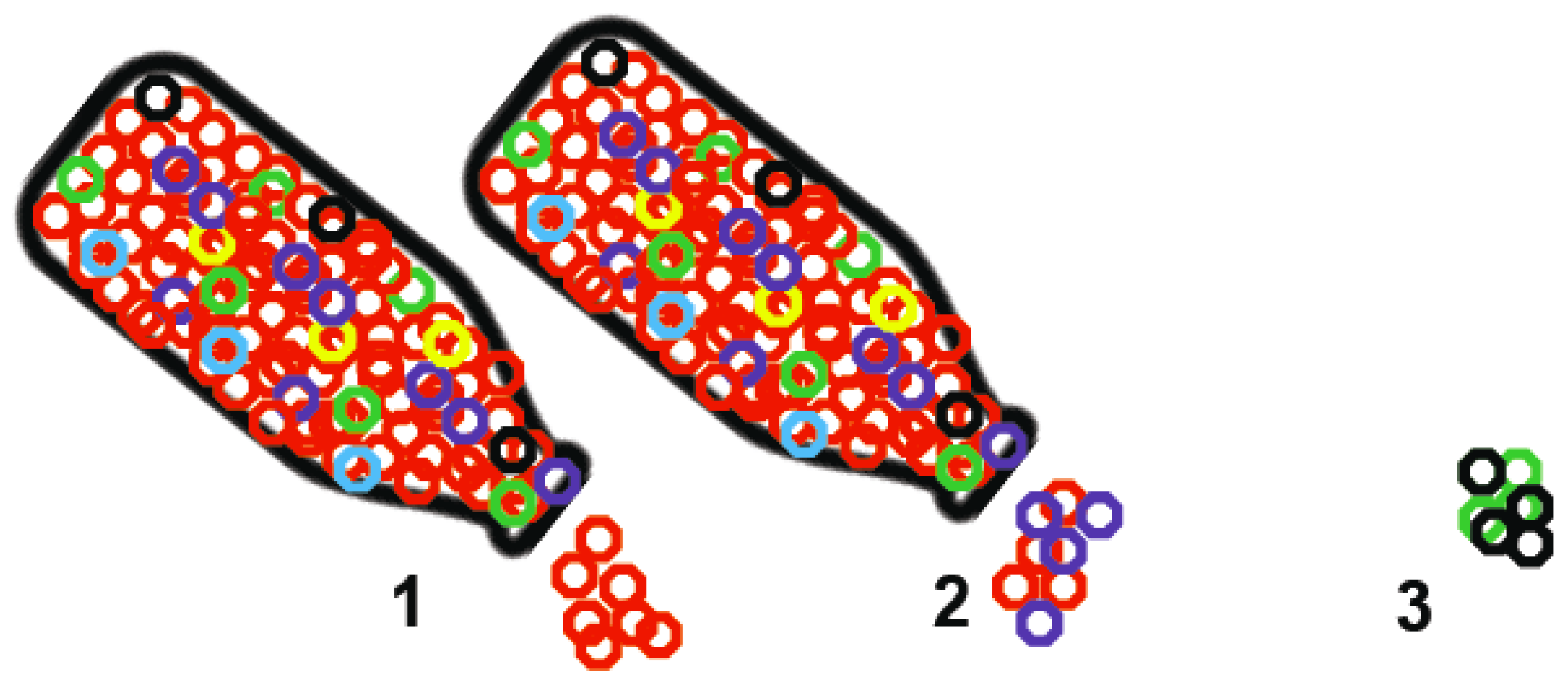
Mỗi cá thể được biểu diễn bằng một vòng tròn nhỏ, mà các kiểu gen khác nhau hiển thị bằng màu khác nhau. Khi dốc ngược chai, thì (1) chỉ có các cá thể cùng kiểu gen sống sót; (2) có thể có nhiều kiểu gen được duy trì nhưng đa dạng di truyền giảm; (3) đa dạng kiểu gen do đó giảm hẳn.

Trong các điều kiện nghiệm đúng của phương trình Hacđi-Venbơc, thì điều kiện "kích thước quần thể" luôn luôn bị vi phạm ở thế giới tự nhiên, dẫn đến trạng thái mất cân bằng về các tần số alen và tần số kiểu gen, do đó cũng dẫn đến mất cân bằng về kích thước quần thể. Nguyên nhân chủ yếu là yếu tố ngẫu nhiên và phát tán hay di cư và nhập cư.

### Thắt cổ chai quần thể
Quần thể trải qua các thảm hoạ tự nhiên (do thiên tai gây nên như núi lửa phun, động đất,...) hoặc thảm hoa nhân tạo (do người gây ra như đốt rừng, tràn dầu,...) luôn bị biến động số lượng kèm theo hiệu ứng thắt cổ chai quần thể. Khi gặp thảm hoạ, chỉ một số ít cá thể của quần thể tình cờ sống sót, giống như quần thể vốn đựng trong một cái chai rồi bị dốc ngược đột ngột ra, thì chỉ có một số ngẫu nhiên rơi khỏi chai may mắn sót lại. Hiệu ứng này thường dẫn đến giảm độ đa dạng di truyền của quần thể (hình bên).
| Năm        | Số cá thể  |
| ---------- | ---------- |
| Trước 1492 | 60,000,000 |
| 1890       | 750        |
| 2000       | 360,000    |

Bò bizôn châu Âu (Bison bonasus) vào thế kỷ XV có tới 60 triệu con, nhưng bị săn bắt nhiều nên phải đối mặt với nguy cơ tuyệt chủng vào đầu thế kỷ 20. Ở Mỹ, các cá thể bò bizon ngày nay (trừ những con ở Nam Dakota) đều là con cháu của 12 cá thể còn sống sót, nên mặc dù được bảo tồn, số lượng phục hồi khoảng 360.000 con (năm 2000), nhưng độ đa dạng di truyền cực kỳ thấp (xem bảng bên).

### Hiệu ứng kẻ sáng lập

Ba quần thể mới hình thành có độ đa dạng di truyền giảm hẳn so với quần thể gốc do hiệu ứng sáng lập.

Một số cá thể di cư khỏi quần thể ban đầu đến nơi mới có thể tạo nên quần thể mới. Khi đó, các cá thể này gọi là thành viên sáng lập, còn các kiểu gen ở quần thể mới thường là kém phong phú hơn hẳn các kiểu gen ở quần thể gốc sẽ tạo nên hiệu ứng sáng lập (founder effect). Trong trường hợp này - theo Ernst Mayr - loài đã mở rộng khu phân bố nhưng lại làm giảm sự đa dạng di truyền ban đầu (hình bên).